# Ara (Mythologie)
Ara (altgriechisch Ἀρά Ará, deutsch ‚Fluch‘, Plural Ἀραί Araí) ist in der griechischen Mythologie die Personifikation des Fluches.
Als solche gehört Ara in das Umfeld der Rachegöttinnen und wird etwa in der Elektra des Sophokles neben die Erinnyen gestellt, während Aischylos an verschiedenen Stellen Ara und Erinys sogar mehr oder minder gleichsetzt. Daher wird manchmal auch als Mutter die Nyx vermutet.
In Athen hatte Ara ein Heiligtum, das in den verlorenen Horai des Aristophanes erwähnt wurde. Als eine Gruppe von weiblichen Dämonen treten sie unter dem Namen Arai auf.